# Antonius den Hellige
Antonius den Hellige (251 – 356) var en egyptisk munk og eneboer, der levede i første halvdel af 4. årh. i Kome i Egypten. Han er en helgen i den katolske kirke og har navnedag den 17. januar.
Hans kristne forældre var ansete og fromme folk; men sønnens ideal var den apostolske fattigdom, så da han 20 år gammel efter forældrenes død en dag hørte evangeliet om den rige yngling (Matt 19,21), gav han sit gods bort og levede fra nu af som en eneboer i nærheden af sin hjemby.
I de stille timer fristede Djævelen ham, og han drog derfor ud i den libyske ørken, hvor han kæmpede en stadig kamp mod dæmoniske pinsler og fristelser.
Til sidst slog han sig ned på et ensomt bjerg på den anden side af Nilen, hvor han døde, angivelig mere end 100 år gammel.
Igennem sit liv som eneboer opnåede Antonius en berømmelse, der rakte meget videre end til Egypten. Folk opsøgte ham fra nær og fjern for at få svar på spørgsmål eller for at blive velsignet eller ligefrem helbredt.
Den vigtigste kilde til Antonius' liv er Athanasius' biografi, Vita Antonii. Det er en bog, hvor Antonius bliver skildret som en levende helgen, der efterhånden har evner til at helbrede mennesker, men som altid er loyal overfor biskopperne. Athanasius brugte Vita Antonii til at vise, hvordan en rigtig kristen munk burde leve: Med en streng og forbilledlig askese, men samtidig lydig overfor biskoppen, og dermed underlagt kirkens autoriteter.
Vita Antonii blev skrevet mange år efter Antonius' død, og Athanasius hævdede selv, at hans biografi var den bedste. Det er dog tvivlsomt om Athanasius overhovedet mødte Antonius, og hele biografien skal tages med et vist forbehold. Man kan dog læse Vita Antonii som et historisk dokument, der viser idealbilledet på en munk i Egypten i 4. århundrede.
Antonius' fristelser har traditionelt været et yndet emne for kunstnerne, hvor det har
afstedkommet skildringer af til tider meget vellystige fantasier.
Foruden det T-formede Antoniuskors (Tau-kors) er hans attributter oftest en klokke og et svin.
Klokken brugte eremitterne til at skræmme Djævelen væk med; den blev senere
hængt om halsen på deres såkaldte Antoniusgrise, som de havde lov til
at have gående.